# 卡錫
卡蒂克·席瓦庫馬（英語：Sivakumar，1977年5月25日—）或稱藝名卡錫（英語：Karthi），印度男演員，主要在考萊塢電影界工作。他贏得的獎項涵蓋南印度電影觀眾獎、愛迪生獎、南印度國際電影獎和泰米爾納德邦電影獎。
卡錫是演員蘇芮亞的弟弟和演員席瓦庫馬的兒子，最初在曼尼·拉特納姆身旁擔任助理導演，並憑藉《帕魯蒂尤爾英雄》（2007年）首次亮相大銀幕，為自己贏得了包括印度電影觀眾獎最佳男主角在內的多項榮譽。隨後主演了《愛情至上》（2010年）、《以暴制暴》（2010年）、《獵豹》（2011年）、《馬德拉斯》（2014年）、《呼吸》（2016年）、《偵探刑警泰藍》（2017年）、《少年獅王》（2018年）、《機關槍囚徒》（2019年）、《胞弟復仇記》（2019年）、《龐妮·塞爾文》（2022年）、《指揮官》（2022年）和《龐妮·塞爾文二部曲》（2023年）等熱門電影，從而確立了自己作為考萊塢商業上成功男主角的地位。
除了電影事業外，卡錫還參與社會公益活動，透過自己創辦的社會福利俱樂部鼓勵粉絲參與社會公益活動。2011年，他成為宣傳溶小體儲積症意識的事業大使。截至2015年，他擔任南印度藝術家協會的財務主管。

## 外部連結
- 卡錫在互联网电影资料库（IMDb）上的資料（英文）
- 卡錫的Facebook專頁